# Autore

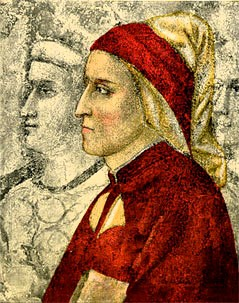
Dante Alighieri, autore della Divina Commedia, in un'opera di Giotto.

L'autore (dal latino auctor, derivato dallo stesso tema di auctus, participio passato del verbo augeo "aumentare", ma anche dalla radice di auctoritas, "autorità"), in senso archetipico, è il creatore di qualcosa, "colui che fa aumentare" l'insieme dello scibile e del fruibile.

## Concetto di autore
In letteratura per autore si intende il creatore dell'opera letteraria, colui che ne concepisce il disegno nella propria mente. Non si tratta necessariamente di colui che scrive materialmente il testo, né va confuso con il narratore, suo alter ego all'interno del testo medesimo. Già i greci riconoscevano la paternità delle opere e nel Medioevo la nozione di auctoritas dell'autore ha condizionato la ricezione di opere letteraria contemporanee e passate, attribuendo a tutto ciò che era scritto un valore di verità che tutt'oggi si è restii a non riconoscere.
Il termine "autore" è anche utilizzato nell'ambito del diritto commerciale (segnatamente nel diritto d'autore) e nel linguaggio comune per indicare il soggetto creatore di un'opera dell'ingegno, ovvero chi, per primo, ha inventato qualcosa non precedentemente esistente.
Di conseguenza, il diritto d'autore - articolato in diritto morale e diritto di utilizzazione economica - è la posizione giuridica meritevole di tutela volta a riconoscere e a far riconoscere la paternità morale di un'opera dell'ingegno ed i diritti di sfruttamento economico della medesima.
Nel Vocabolario Treccani l'Autore è definito sia come "chi è causa o origine di una cosa, artefice, promotore", sia come colui che "ha prodotto un'opera letteraria, scientifica o artistica in genere". La prima accezione indica che la paternità determina la responsabilità di quanto si è creato; la seconda specifica che, quando si usa la parola "autore", per la maggior parte delle volte si intende colui che ha scritto un'opera.
In musica viene indicato autore chi crea la parte letteraria di un brano musicale o di un il libretto d'opera ecc. (testo, parole), comunemente anche detto paroliere; viene indicato come compositore chi scrive la parte musicale.
In una conferenza del 1976, lo storico francese Michel Foucault sostiene che la nozione d'autore non è la stessa che ha funzione di nome nella grammatica, e che bisogna intendere l'autore a seguito di quattro sue caratteristiche (variabili nella storia). L'autore è dunque:
- il responsabile del discorso (cioè giuridicamente punibile, esprimente proprietà);
- il garante del senso (per conoscenza della tradizione o per ispirazione divina, esprimente credibilità);
- il progettista d'un discorso (coerente nello stile e nelle idee, esprimente costanza nel valore e unità di stile);
- il portatore d'una simulazione di diversi soggetti che parlano contemporaneamente (colui che fa il lavoro, colui che all'interno del lavoro assume una posizione condivisibile, colui che racconta il lavoro stesso all'interno d'altri lavori passati e futuri).

Il concetto filosofico fondamentale dietro la nozione d'autore è dunque, secondo Foucault, la "trandiscorsività", cioè l'opportunità di fondare la possibilità e la regola di formazione di altri discorsi, in un continuo rimando di senso che attraversa discorsi prima e dopo la vita singola dell'autore stesso, vuoi per analogia, vuoi per differenza. Insomma più che l'autore come persona (fisica, artistica, giuridica) è la «possibilità indefinita del discorso» che sovrasta l'opera dalla parte dell'autore mentre lo fa scomparire nei «modi di circolazione, valorizzazione, attribuzione e appropriazione dei discorsi» variabili e modificabili in culture diverse.
Scrive infatti Foucault che: "in breve, si tratta di togliere al soggetto (o al suo sostituto) il suo ruolo di fondamento originario, e di analizzarlo come una funzione variabile e complessa del discorso". Sullo stesso asse, anche Roland Barthes ha parlato di morte dell'autore, sostenendo che l'autore, nei confronti del testo, è una chiusura, e facendo pendere la bilancia, non solo in sede critica verso l'opera, in un "luogo dove la molteplicità si riunisce, e tale luogo non è l'autore, come sinora è stato affermato, bensì il lettore [...] l'unità di un testo non sta nella sua origine ma nella sua destinazione". E ciò si può intendere anche fuori dall'ambito letterario.